# Eugen Wannenmacher
Eugen Viktor Wannenmacher (* 22. November 1897 in Aufen; † 17. April 1974 in Münster in Westfalen) war ein deutscher Zahnarzt, Kieferchirurg und Hochschullehrer.

## Leben
Eugen Wannenmacher war der Sohn eines Lehrers. Er absolvierte ein Medizinstudium an der Universität Freiburg im Breisgau und wurde zum Dr. med. und Dr. med. dent. promoviert. Er habilitierte sich 1925 an der Universität Tübingen für Zahnheilkunde, wo er anschließend als Privatdozent und ab 1929 als außerordentlicher Professor am Zahnärztlichen Institut tätig war. Er wechselte 1934 als außerordentlicher Professor an das Zahnärztliche Institut der Universität Berlin. Im Jahr 1936 war Lem’i Belger, der Assistent des in die Türkei emigrierten Zahnmediziners Alfred Kantorowicz und spätere Istanbuler Professor für Prothetik, Gast-Assistent bei Wannenmacher.
Im Jahr 1933 trat er der Einheitsfront der Zahnärzte bei, um sich dem nationalsozialistischen „Führerprinzip“ zu verpflichten, einem fundamentalen Prinzip des Faschismus der Zwischenkriegszeit und seiner Führerparteien. Wannenmacher war zu Beginn der Zeit des Nationalsozialismus 1933 der NSDAP (Mitgliedsnummer 3.253.744) beigetreten. Er trat auch in die Schutzstaffel (SS-Nr. 460.838) ein, wo er Mitte September 1943 bis zum SS-Sturmbannführer aufstieg. Er war der Dienststelle des Reichsarztes SS zugeteilt. Wannenmacher gehörte 1944 dem Beirat des Bevollmächtigten für das Gesundheitswesen Karl Brandt an. Er war Schriftleiter der Fachzeitschriften „Deutsche Zahn-, Mund- und Kieferheilkunde“ und „Deutsche Zahnärztliche Wochenschrift“.
Von 1955 bis 1966 wirkte er an der Universität Münster als ordentlicher Professor für Zahn-, Mund- und Kieferheilkunde sowie Direktor der Universitätsklinik für Zahn-, Mund- und Kieferkrankheiten. Er wurde 1971 zum Ehrenmitglied der Deutschen Gesellschaft für Zahn-, Mund- und Kieferheilkunde ernannt. Seine Forschungsschwerpunkte waren die (Patho)histologie des Gebisses, die Biologie des Kauorgans sowie die Parodontose- und Kariesprophylaxe und entsprechende Behandlung. Er veröffentlichte zahlreiche Schriften auf dem Gebiet der Zahnheilkunde. Zu seinen Mitarbeitern gehörte der Kieferchirurg Werner Hahn.
Seit 1937 war Eugen Wannenmacher mit Anne Wannenmacher, geborene Schröder, verheiratet. Das Paar hatte einen Sohn.

## Schriften (Auswahl)
- Fragen und Aufgaben der Kariesprophylaxe, Meusser, Leipzig 1937
- Ein Querschnitt der deutschen wissenschaftlichen Zahnheilkunde : Festschrift, Hermann Euler zum 60. Geburtstage am 13. Mai 1938, Meusser, Leipzig 1938 (Hrsg.)
- Die Pulpa- und Wurzelbehandlung, ihre Indikation und Grenzen, J. F. Lehrmanns Verl., Berlin/München 1938
- Dentogene Herdinfektion und zahnärztliche Praxis, J. F. Lehrmanns Verl., Berlin/München 1941